# توموهیتو نیشیورا
توموهیتو نیشیورا (انگلیسی: Tomohito Nishiura؛ زادهٔ ۱۳ فوریهٔ ۱۹۷۳) موسیقی‌دان اهل ژاپن است. وی از سال ۱۹۹۸ میلادی تاکنون مشغول فعالیت بوده‌است.